# Déisis

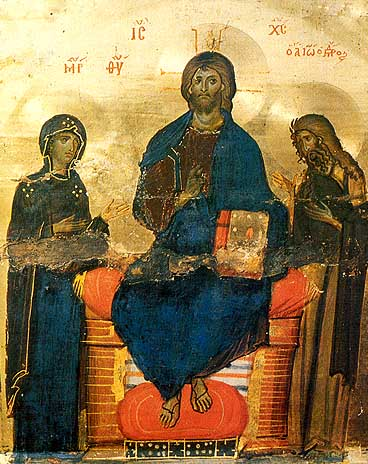
Icône de la Déisis (Monastère Sainte-Catherine du Sinaïe – XII.

La déisis (aussi orthographié déesis ou déïsis;  du grec Δέησις, prière; en russe : déïsous), signifiant « intercession », est un thème iconographique particulièrement présent dans l'Église byzantine; il représente le Christ en gloire, assis sur un trône et tenant un livre en main, entre la Vierge Marie et saint Jean Baptiste dont les mains tendues vers le Christ intercèdent auprès de lui pour l'humanité. Lorsqu’à ces trois personnages s’ajoutent apôtres, martyrs ou saints, on parle de « grande déisis ».

## Évolution en Orient

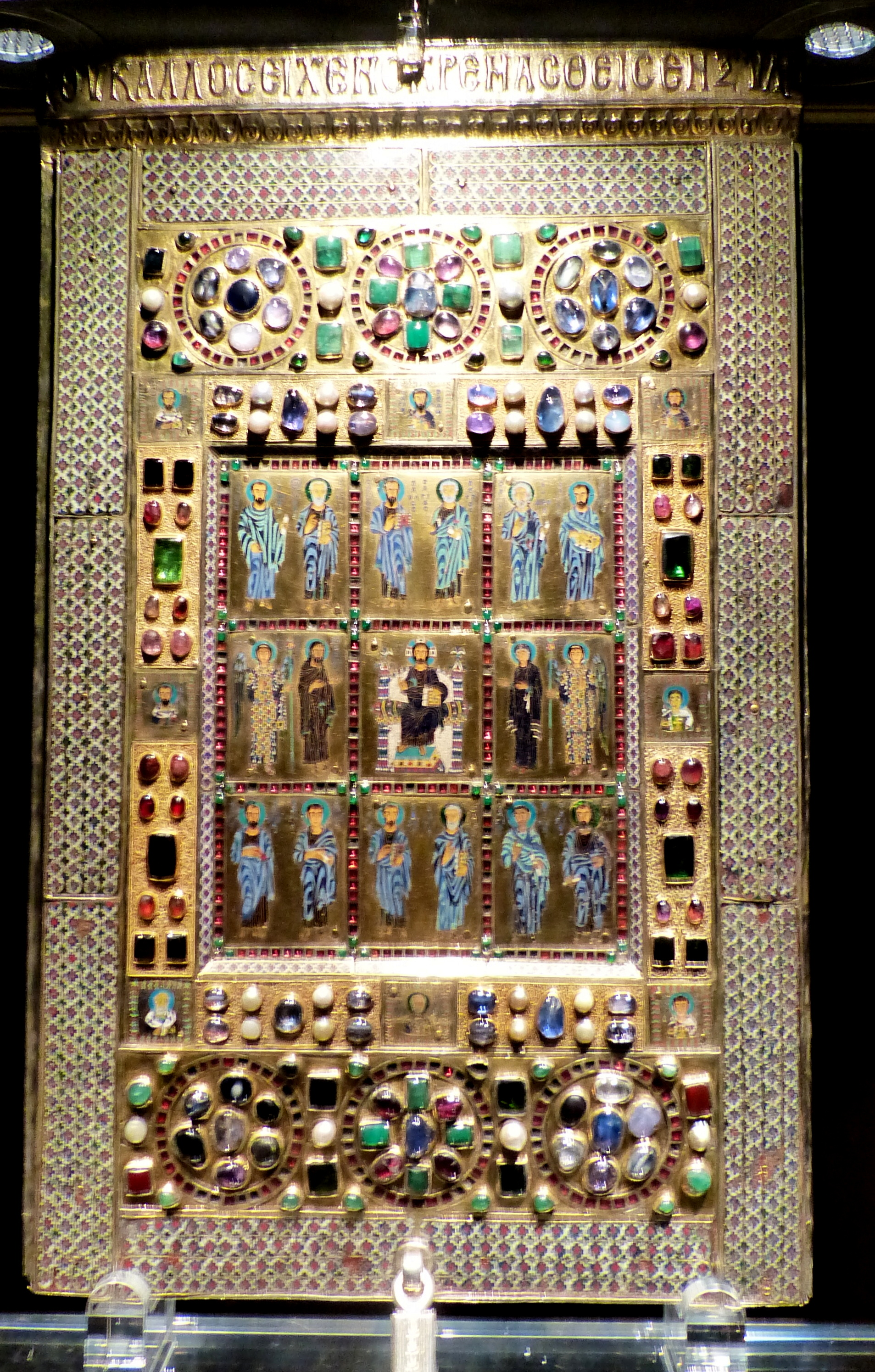
Staurothèque de Limbourg-sur-la-Lahn.

La première référence certaine que nous possédions au thème de la déisis vient d’Égypte; on la trouve dans la légende des saints martyrs Cyrus et Damien décrite par Sophronius de Jérusalem entre 610 et 623. Décrivant la vision d’une église, le poète mentionne une peinture dans laquelle se trouve le Christ avec, à sa gauche, la Vierge et à sa droite Jean Baptiste ainsi que différents apôtres, prophètes et martyrs parmi lesquels les saints Cyrus et Damien. Le premier tableau connu date également du VIIe siècle et se trouve à Sancta Maria Antiqua de Rome. Mais ici Jean Baptiste ne reproduit pas le geste de supplication de la Vierge, pointant simplement en direction du Rédempteur.
Le thème de l’intercession n’était pas le sujet initial des premières déisis que l’on voit apparaitre dans l’Empire byzantin après la période iconoclaste (726-843). Celles-ci voulaient surtout souligner le rôle privilégié joué par la Vierge et Jean Baptiste comme premiers témoins de la divinité du Christ. Ce n’est qu’après le IXe siècle que cette composition apparait dans des contextes qui suggèrent leur intercession, rappelant les images de l’empereur assis sur son trône et entouré de ses courtisans.
Les premières déisis que nous connaissions nous viennent de Cappadoce, dans la vallée de Güllüdere près de Çavuşin. Les premiers exemples en provenance de Constantinople même qui soient conservés datent du Xe siècle et sont des œuvres de petites dimensions comme l’émail du Staurothèque de Limbourg-sur-la-Lahn et la sculpture sur ivoire du Triptyque Harbaville conservé au musée du Louvre (Paris).
Les premières déisis se limitaient aux personnages de Jésus, Marie et Jean Baptiste. Elles étaient souvent placées sur le templon des églises orthodoxes ou au-dessus des portes. Mais au fur et à mesure que le templon se développa pour devenir l’iconostase, il y eut place pour plus de personnages et on assiste à la multiplication des « grandes Déisis » tant à Byzance qu’en Russie. Situées plus haut que les portes, celles-ci se trouvent généralement au-dessus (bien que quelquefois au-dessous), du cycle représentant les Douze Grandes Fêtes de la liturgie. Le Christ étant placé au-dessus de la porte principale, figuraient à droite du Christ (donc à gauche sur le tableau) la Vierge, l’archange Michel et saint Pierre, et à sa gauche (donc à droite sur le tableau) Jean Baptiste, l’archange Gabriel et saint Paul. Particulièrement en Russie, s’ajoutent divers saints ayant une importance locale. La rangée peinte par André Rublev pour la  cathédrale de la Dormition de Vladimir en 1408 mesure 3,14 m .
Après la conquête de Constantinople par les Ottomans en 1453, le concept initial grec se transportera dans l’espace culturel russe  pour désigner les images où l’on voit les saints intercéder auprès du Christ pour les vivants (déïsous) et le terme entrera dans le langage de l’histoire de l’art vers les années 1900.

## Évolution en Occident

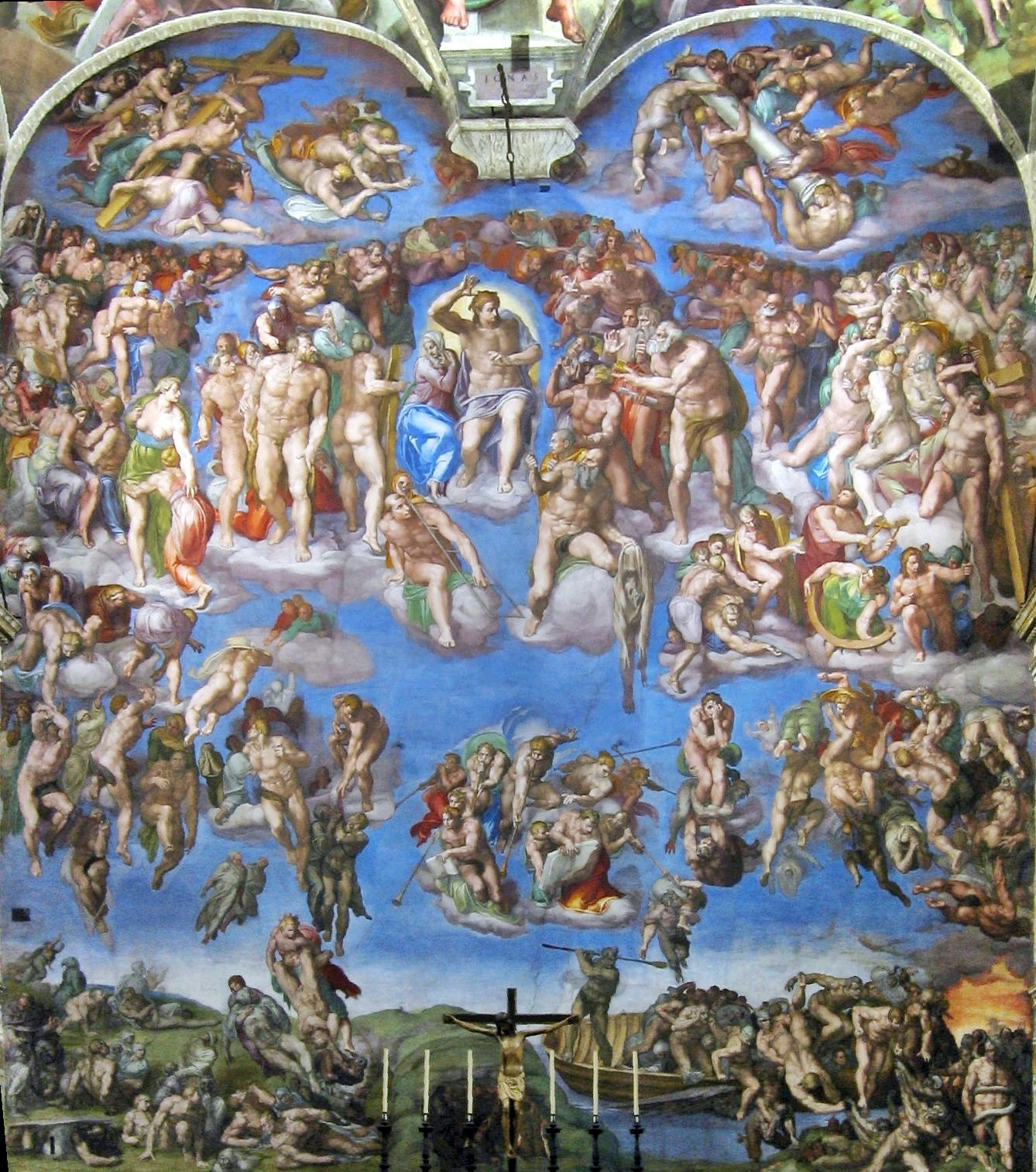
Le Jugement dernier, par Michel-Ange, chapelle Sixtine.

Les déisis se retrouveront naturellement dans les provinces byzantines de l’Empire byzantin , comme cette mosaïque de l’abside du monastère de Murano dans la lagune de Venise qui se trouve aujourd’hui dans la Friedenskirche de Potsdam (Allemagne). Au nord des Alpes, on trouve à l’époque ottonienne des déisis sur des pièces d’ivoire sculptées provenant de Byzance. Il n’est pas certain toutefois que l’on en ait saisi le thème d’ « intercession ». Ainsi, la plaque d’ivoire sculptée que l’on trouve sur l’évangéliaire de Bernward représentant Jésus, Marie et Jean Baptiste porte la mention « trina potestas » (les puissances trines).
Le thème de Marie et de Jean Baptiste intercédant pour l’humanité se retrouvera dans un autre thème iconographique auquel il est logiquement associé, celui du Jugement Dernier que l’on retrouve dès le XIe siècle sur des miniatures byzantines. En Occident, le thème se développera sans emprunt d’intention ou de composition à l’art byzantin  comme le montre le psautier de Bamberg (1160-1170) où les têtes de la Vierge et de Jean Baptiste se trouvent dans les coins inférieurs du carré de l’image. Il sera représenté sur le portail de diverses cathédrales comme celles de Naumbourg en Allemagne et de Notre-Dame à Paris; il aboutira au temps de la Renaissance au Jugement Dernier de Michel-Ange dans la chapelle Sixtine du Vatican ou à celui de Rubens au temps du Baroque.

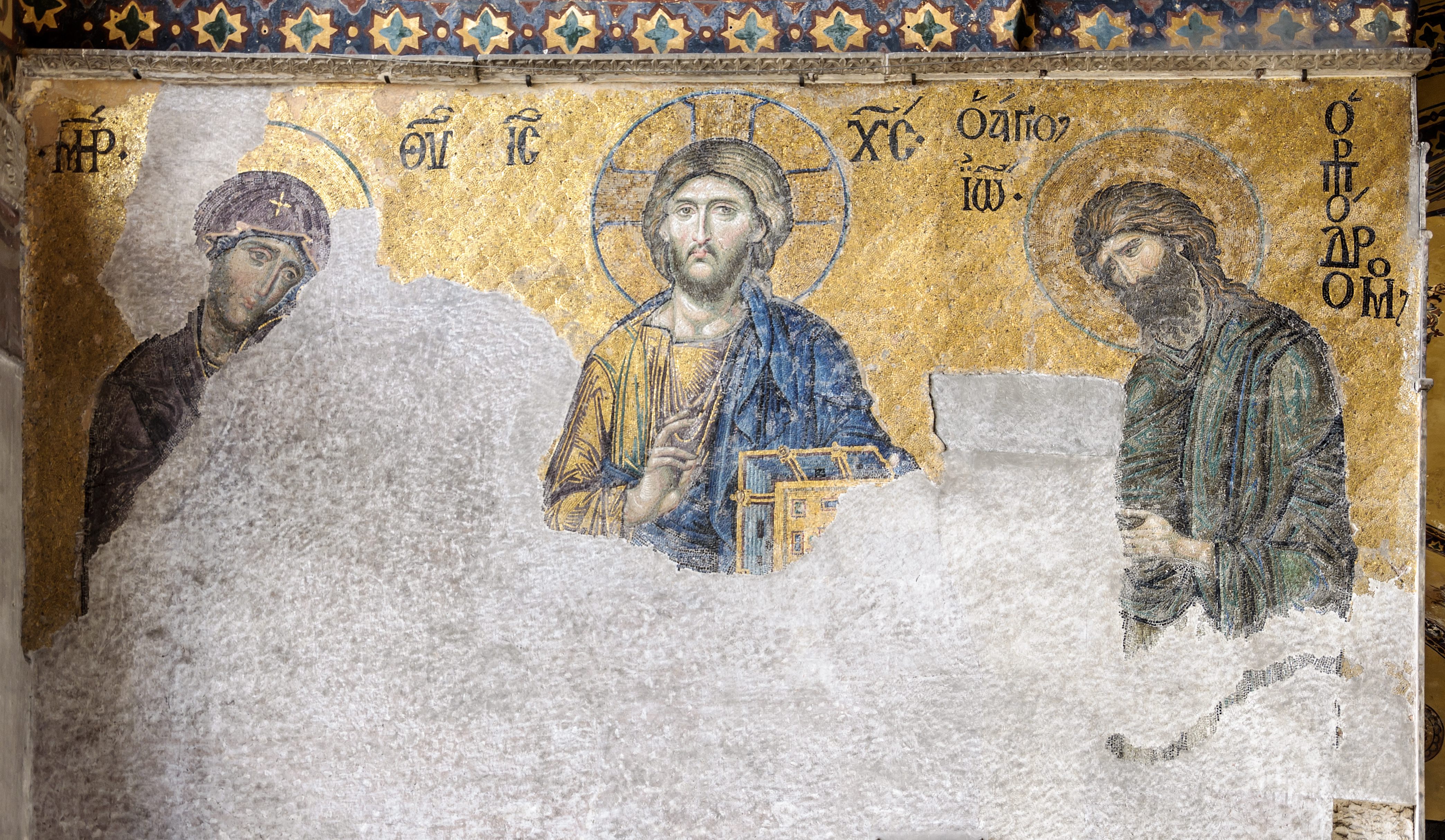
Mosaïque de la Déisis, basilique Sainte-Sophie (Constantinople).
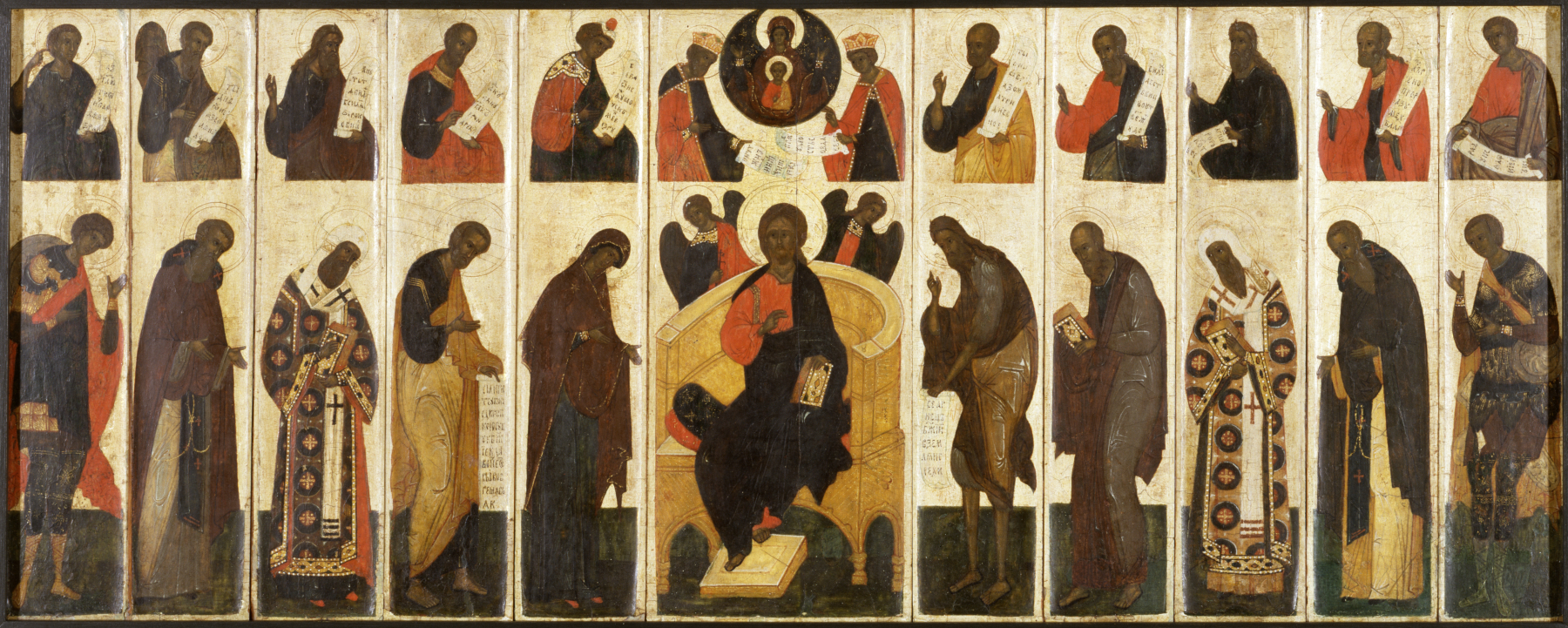
Grande Déisis avec prophètes (XVIe siècle – Walters Art Museum).
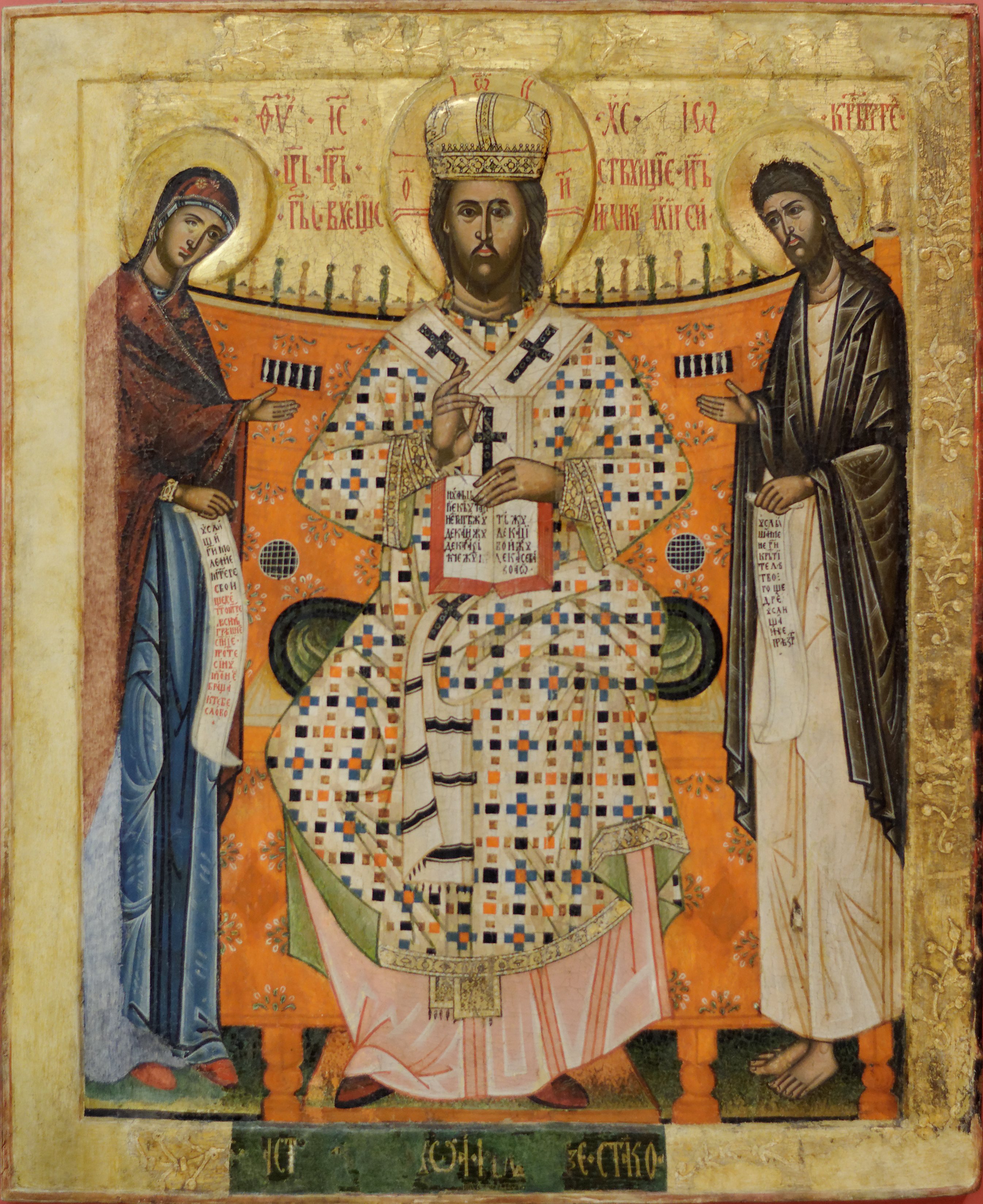
Icône Royal : Jésus Christ. XVIIe siècle, Valachie. Musée national d'art de Roumanie.
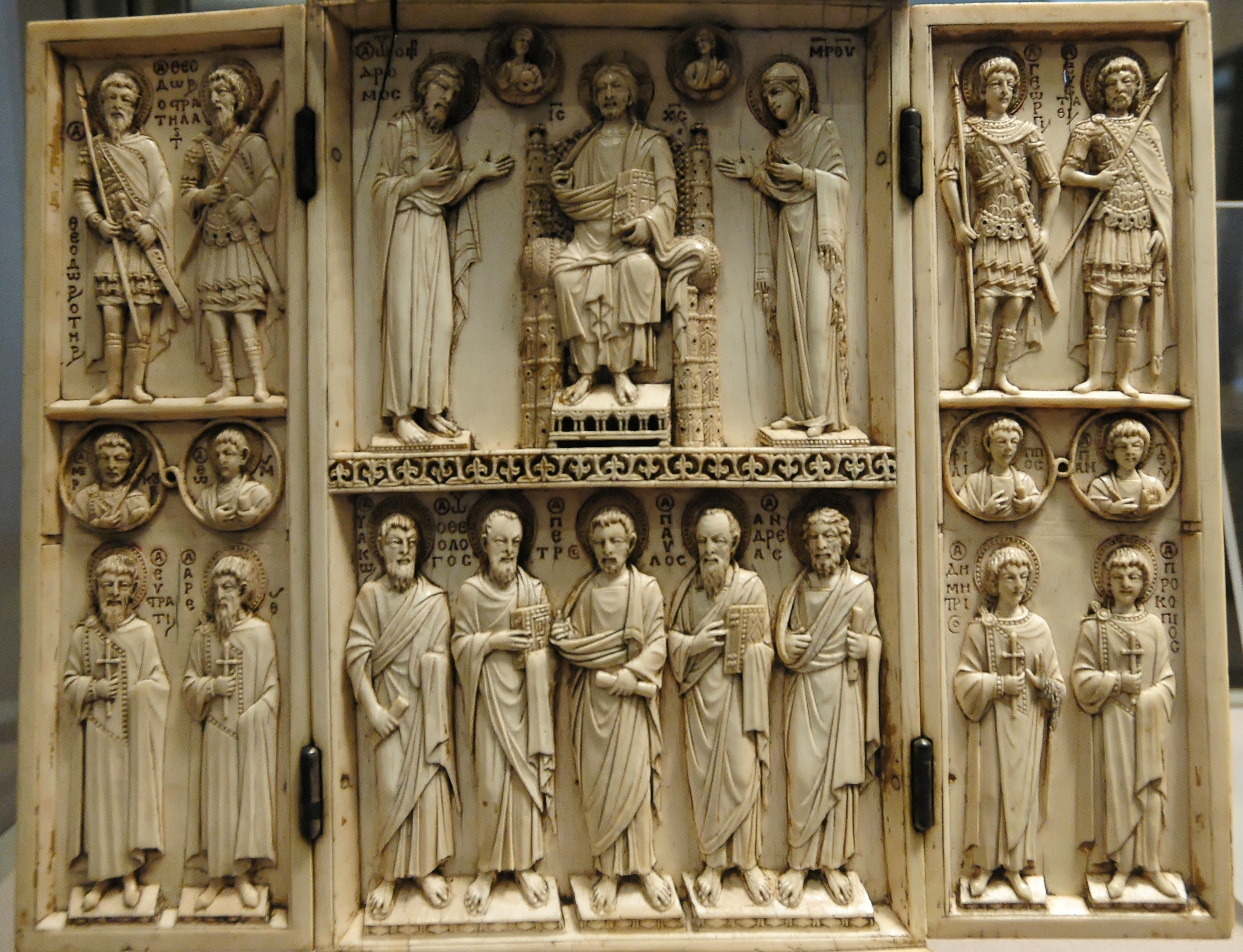
Triptyque Harbaville, ivoire, milieu du Xe siècle, Constantinople, musée du Louvre.
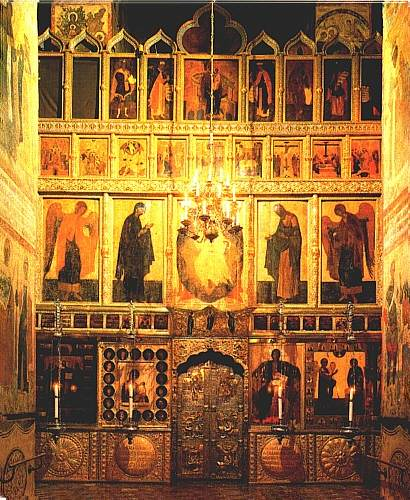
Iconostase de la cathédrale de l'Annonciation, Moscou, par Théophane le Grec, 1405 - la rangée au-dessus du Templon est celle de la Déïsis.
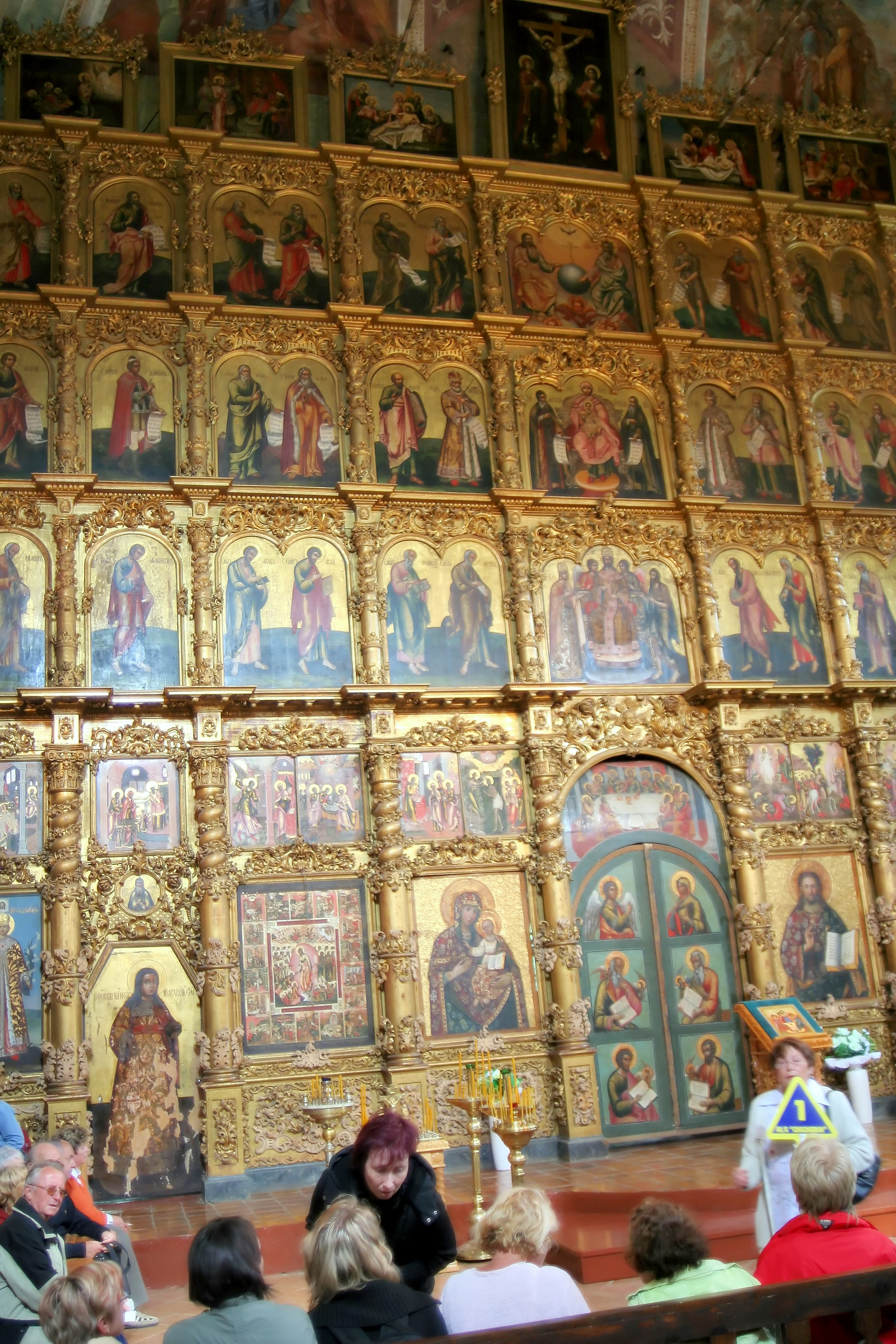
Grande iconostase avec déisis, cathédrale d’Uglich.

## Sources
- (de) Cet article est partiellement ou en totalité issu de l’article de Wikipédia en allemand intitulé « deësis » (voir la liste des auteurs).

- (en) Cet article est partiellement ou en totalité issu de l’article de Wikipédia en anglais intitulé « Deesis » (voir la liste des auteurs).